# القمة العربية 1969 (الرباط)
كانت القمة العربية 1969 هي القمة الخامسة لجامعة الدول العربية، التي عقدت في الرباط، المغرب وحضرتها 14 دولة عربية.
وكان الهدف من القمة هو وضع إستراتيجية لمواجهة إسرائيل بعد حرق المسجد الأقصى في 21 آب 1969. ومع ذلك، افترق القادة العرب قبل صدور أي قرار أو بيان ختامي منهم.

## المشاركين
وضم المشاركون في جامعة الدول العربية:
- الجمهورية العربية المتحدة: الرئيس جمال عبد الناصر
- الأردن: الملك الحسين بن طلال
- المغرب: الملك الحسن الثاني
- الجزائر: الرئيس هواري بومدين
- تونس: الرئيس الحبيب بورقيبة
- السعودية: الملك فيصل بن عبد العزيز
- اليمن الشمالية: الرئيس عبد الرحمن الأرياني
- العراق البعثي: الرئيس احمد حسن البكر
- لبنان: الرئيس شارل حلو
- سوريا: الرئيس نور الدين الأتاسي
- ليبيا: الرئيس معمر القذافي
- السودان: الرئيس جعفر النميري
- اليمن الجنوبي: الرئيس سالم ربيع علي
- فلسطين: الرئيس ياسر عرفات

## القرارات
وانتهت القمة دون أي قرار أو بيان ختامي. ومع ذلك، ناقش القادة العرب هدفًا وهو:
- وضع إستراتيجية لمواجهة إسرائيل بعد حرق المسجد الأقصى.